# 청계고가도로
청계고가도로(淸溪高架道路)는 서울특별시 중구 주자동에 위치한 남산1호터널과 성동구 마장동을 잇는 총연장 5.8km의 고가도로였다. 1969년 3월 22일 용두동 - 삼일로 구간이 먼저 개통하였으며, 용두동 - 마장동 구간은 1970년 8월, 마지막으로 삼일로 - 남산1호터널 구간이 1976년 8월 15일에 개통되면서 전 구간이 완성되었다. 이후 대한민국 수도 서울의 고속 성장과 근대화를 상징하는 건축물로 오랫동안 자리매김하였으나 도시 경관 저해, 복개 하천인 청계천의 오폐수로 인한 악취, 고가도로 노후화 등 여러 문제로 인해 2003년 6월 30일을 끝으로 철거되었으며, 현재는 옛 교각 일부만이 상징적 의미로 보존되어 있다.

## 명칭
1967년 서울시에서 건설부에 제출한 고가도로 계획안에 따르면 공식 명칭은 '서울시 고가고속도로'였다. 1차 구간이 준공된 이후에는 삼일빌딩에서 이름을 딴 삼일고가도로(3.1고가도로)로 명명하였으나, 1984년 11월 16일 서울시는 고가도로가 청계천 복개 위에 세워진 구조물임을 인용하여 청계고가로(靑溪高架路)로 명칭을 변경하였다.
이후 언론에서는 청계고가도로, 삼일고가도로 두 명칭을 혼용하여 사용하다가 마장동 ~ 삼일빌딩(청계2가) 구간은 청계고가도로, 삼일빌딩 ~ 남산1호터널 구간은 삼일고가도로로 구분하여 사용하였다.

## 개요
1950년대 중반의 청계천은 한국 전쟁 직후의 서울시에서도 가장 대표적인 슬럼지역이었다. 이 문제를 해결하기 위해 추진된 것이 청계천 복개사업이었다.
청계천 복개사업은 일제강점기나 1955년에도 일부 이루어졌지만, 청계천이 본격적으로 복개된 것은 1958년부터였다. 1958년 5월부터 1961년 12월까지는 광교 ~ 청계6가(동대문 야구장 부근) 구간, 1965년부터 1967년까지는 청계6가 ~ 청계8가(신설동) 구간, 1970년부터 1977년까지는 청계 8가 ~ 신답철교 구간이 복개되었다. 그리고, 이 복개된 청계천 위에 청계천고가도로가 건설되게 된다.
청계고가 건설 당시 서울시 도시계획국장 등을 지낸 서울시립대 손정목 명예교수는 저서 <서울 도시계획 이야기>에서, 박정희 대통령이 외국사절들과 워커힐로 곧장 달려가기 위해 이 고가를 설치하였다는 비화를 소개한 적이 있다.
청계천 주변의 판잣집들은 복개과정에서 철거되고, 그 자리에는 맨션 · 상점가가 건설되었다. 이 과정에서 청계천 주변에 살던 많은 사람들은 봉천동, 신림동, 상계동 등으로 강제로 이주당했다.
중구 광교에서 동대문구 용두동에 이르는 길이 5 ~ 6km, 폭 16m의 청계고가도로는 1967년 8월 15일에 착공하여 1976년 8월 15일에 완공되었다. 청계고가도로 아래의 도로는 청계천로라고 불렸으며, 청계고가는 당시 교통을 분산시키고 교통흐름을 빠르게 하는 근대화의 상징이었다. 그러나, 1980년 중반 이후 자가용 보급으로 인해 차량이 급격히 많아지고 고가 주변의 양복 · 전기부품 등의 도매상가에서 상하차 작업을 하는 주차차량이 청계천로에 넘치면서 심각한 교통 정체를 일으키는 곳이 되었다.
2000년대에 들어서 도로가 낡아져 노후화 문제로 시달리게 되었고, 2002년 7월부터는 안전문제 때문에 대형차의 진입이 금지되었다. 이 때문에 청계고가를 철거해야 한다는 여론이 일어났고, 일부 환경단체를 중심으로 청계천의 복개 역시 제거해야 한다는 주장이 나오기 시작했다.
2002년 취임한 이명박 당시 서울시장은 청계고가 철거를 청계천 복원 사업과 연계해 2003년 6월 30일에 고가를 폐쇄한 후 청계고가도로를 철거하였고, 2003년 7월 1일부터 2005년 10월 1일까지 3,600억원을 들여 청계천의 복개를 뜯어내고 청계천 복원 사업을 시행하였다.

## 역사

### 일제강점기

#### 청계천 준설 사업

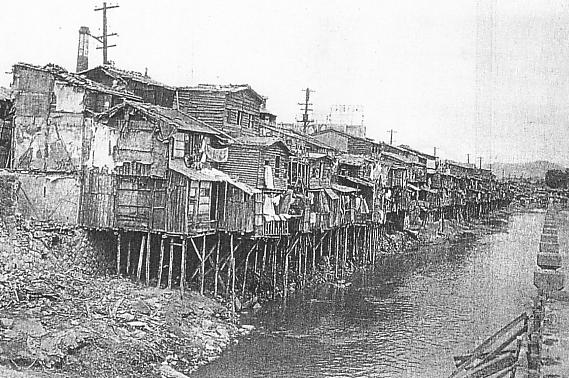
일제강점기 당시 청계천변의 모습

1918년부터 일본 제국은 경성의 급격한 인구 증가에 따른 불량한 위생 환경을 정비하기 위해  남촌 일대 지류와 청계천 본류 등 개천 준설을 실시하였는데, 콜레라와 장티푸스 등의 전염병을 예방하고, 준설을 통해 하천 소통을 원활히 하여 도심부 침수에 대비하기 위함이었다.

#### 청계천 복개 사업과 중단
당시의 기술 수준을 고려할 때, 하천 복개는 준설보다 하천 오염 문제를 해결할 수 있는 가장 근본적인 해결책으로 인식되고 있었으나, 예산의 부족으로 인해 바로 현실화되지는 못했다. 1930년대 후반에 들어서 법정 도시계획(경성시가지계획)이 수립됨에 따라 청계천의 복개가 진행될 수 있었다.
더 나아가 1935년 경성부의 토목과장이었던 마치다 쿠스오(町田久壽男)는 청계천을 전면적으로 복개하여 도로를 건설하고 그 위로 고가철도를 놓는 구상을 발표하였다. 이러한 구상은 1936년 시행될 경성부의 시역 확장으로 인해 늘어날 교통 수요를 감당하고, 용산과 영등포에 조성된 공업 단지에서 생산되는 군수품을 만주 일대로 빠르게 수송하기 위함이었다. 또한, 이렇게 계획된 도로와 철로는 경성과 의주 또는 경성과 원산 간 부설된 도로와 철도를 보완하기 위한 역할도 수행할 수 있었다. 토지 수용비를 필요로 하지 않는 청계천 위에 도로와 철도를 놓겠다는 계획은 재정 문제로 인해 조선총독부 철도국이 거부하면서 좌초되었다.
1940년, 중일 전쟁으로 인한 군수물자 운송과 방공책을 대비한 경성부 계획에 청계천을 복개하여 그 위에 전차 궤도를 부설하고, 공습에 대비하여 지하철을 만든다는 구상이 포함되었다. 그러나 이 계획은 군수물자 부족으로 인해 무산되었다. 이후 1942년 태평양 전쟁이 발발하면서 예산이 부족해지자 청계천의 준설 및 복개 사업이 중단되었다.

### 1940년대 ~ 1950년대

#### 잇따른 준설 시도와 실패
대한민국 정부 수립 이후인 1949년 가을, 서울시는 광복 이후 처음으로 청계천 준천을 시도하였다. 그러나 해외 귀국 동포들과 월남한 사람들에 의해 서울 인구가 폭증하면서 청계천변에 무허가 판잣집이 대거 지어졌고, 이로 인해 공사에 난항을 겪어 무산되었다. 그로부터 6년 뒤인 1955년에 서울시가 재차 청계천 준설을 시도하였으나, 서울시와 내무부 치안국과의 상충된 입장으로 인한 충돌에서 드러난 서울시의 미비한 행정력과 청계천변 소매상들의 반발로 인해 청계천 입구에서 관수동 일대까지 준설하는 데 그치고 동대문시장 동쪽으로는 작업이 진행되지 못했다.

#### 청계천 복개 사업 재개와 난항

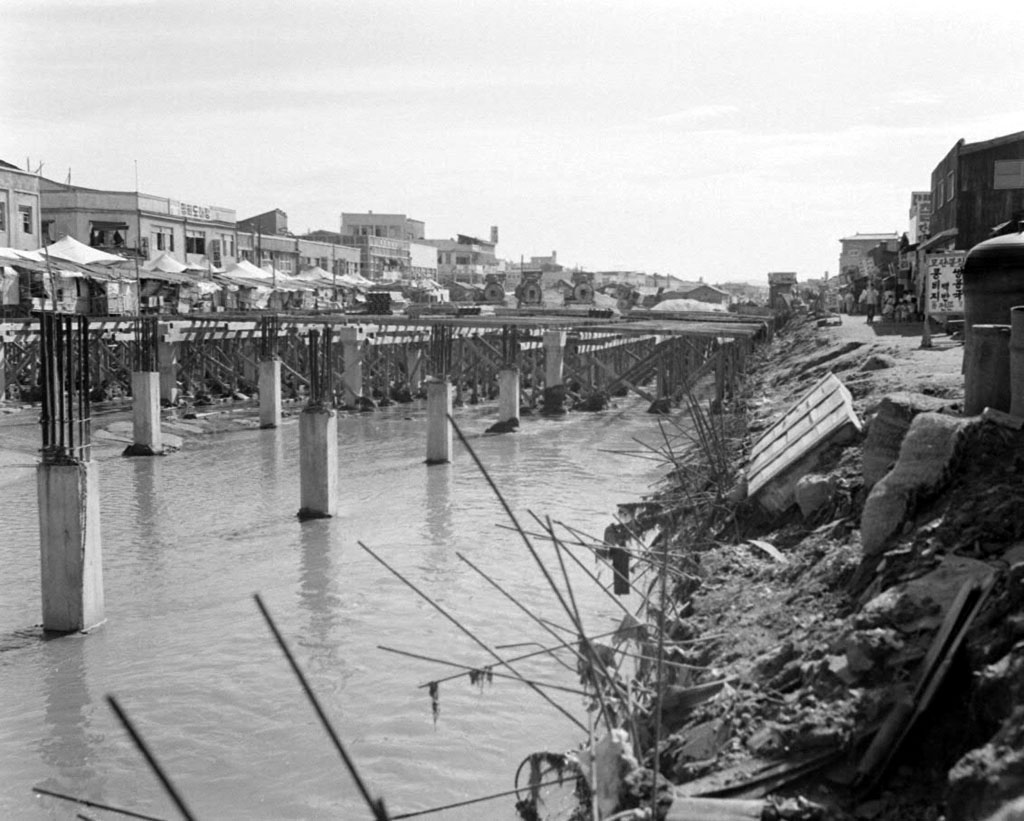
청계천 복개 공사가 진행되는 모습 (1960년)

1957년 허정이 서울시장으로 부임하면서 상황이 변화되기 시작하였다, 그는 서울시 시정 과제 중 하나로 청계천 복개 사업을 꼽았다. 자세한 내용을 살펴보면, 1958년 3월 연내에 광교 ~ 주교동 구간을, 1959년에는 동대문 오간수교까지의 구간을 복개하고, 복개 공사와 더불어 청계천변 무허가 판자 점포를 철거하는 것을 주된 골자로 하는 내용이었다. 광교에서 주교동까지의 구간은 1958년 연말까지 복개 공사가 순조롭게 진행되었으나, 이후 구간의 복개 사업은 순탄하게 진행되지 못했다. 복개 공사를 위해서는 무허가 건물의 철거 및 이전이 선결되어야 하였는데, 이 과정에서 다시 서울시와 경찰의 조치가 상충되는 등의 행정의 난맥상이 드러나면서 사업이 제대로 진척되지 못했기 때문이었다.
이런 가운데 1959년 6월 허정 시장이 경질되고 임흥순 시장이 부임하면서 청계천 복개에 대한 시정은 다시 뒤바뀌게 되었다. 서울시는 평화시장 원래 자리에 상가로 신축하는 것을 조건으로 복개 비용의 일부를 평화시장 상인들이 부담하는 것으로 합의하였고 그에 따라 복개 공사를 3개월 간 중단하기에 이르렀다. 이후에도 1960년 5월까지 천변의 무허가 건축물을 철거하고 오간수교까지 복개를 완료하겠다는 계획을 발표하였으나 선거 등 정치적 이유로 인해 제대로 진행되지 못했다. 4·19 혁명 이후로도 상황은 마찬가지였는데, 신임 김상돈 시장과 시의회, 기존 서울시 공무원 간 극심한 대립이 이어지면서 행정적 마비 상태를 지속하였기 때문이었다.

### 1960년대

#### 복개도로 개통과 구간 연장
5·16 군사정변을 계기로 공사는 다시 원활하게 진행되었다. 1961년 7월 서울시는 청계천변 무허가 건물 철거와 하천 복개 사업을 재개했고, 같은 해 12월 5일 오간수교에서 청계천 복개도로 개통식을 거행하였다. 1962년 7월, 서울시는 오간수교부터 제1청계교까지 총 연장 520m 구간을 도로로 복개할 계획을 세웠다. 이 사업에서 시 재정이 아닌 민간 자본을 유치하여 공사를 시행하고 복개 구간을 시에 기부하는 대신, 복개 도로변의 일정한 대지를 사업자에게 양도하려는 계획을 세웠다.

#### 고가도로 건설 구상과 구체화
복개된 청계천 위에 고가를 건설하는 계획은 김현옥 서울시장의 취임 이후인 1960년대 중반부터 구체화되었다.
1966년 10월, 서울특별시 도시계획국장이었던 주우원은 서울시의 늘어난 교통량으로 인해 발생한 교통 대란을 해결할 방법을 제시하였다. 그는 노면교통의 효율성을 높이는 것을 골자로 하는 교통 개선안을 제시하였는데, 이를 위해서는 시내의 일반적인 교통을 담당할 도로와 도심을 통과하는 교통을 처리하는 도로를 분리하여 설치하여야 한다고 주장하였다. 특히 도심을 관통하는 교통을 처리하는 역할로 고가도로를 선택하였다. 그는 고가도로가 도심을 동서로 관통하는 연장 2.4km의 도로여야 하고, 고가도로와 기존 도로를 연결하기 위해 도심에 3개소의 입체교차로와 20여 개소의 램프를 설치할 것을 제안하였다.
고가도로에 대한 서울시의 공식 입장이 처음 드러난 것은 1966년 12월 30일 서울시민회관에서 열렸던 서울시 시정종합보고에서였다. 김현옥 당시 서울시장은 공익건설 사업의 일환으로 고가도로 건설을 진행할 것이라고 언급하였고, 구체적으로는 청계천에 복개도로와 고가도로를 건설하겠다고 밝혔다.
1967년 3월경 김현옥 서울시장은 김수근 당시 한국종합기술개발공사 부사장에게 고가도로 건설을 위한 자문을 구하였다. 김수근이 작성한 조감도에 따르면, 그는 종로를 중심으로 하여 성장하는 단핵 방사형 도시 구조였던 서울을 종로-여의도-마포-인천으로 이어지는 선형 구조로 바꾸려는 계획을 갖고 있었다. 서울에서 인천까지 동서로 길게 뻗은 간선도로에 직교하는 선형 축을 설정하여 하나의 도시 단위로 이해하려는 원리를 제시하였는데, 이러한 계획은 그의 스승이었던 단게 겐조의 영향을 받았던 것으로 보인다. 이 계획에서 청계고가도로는 서울 도심부를 관통하는 동서 간선도로의 한 축을 담당하도록 설계되었다. 김수근이 제시한 구상도를 바탕으로 서울시는 청계고가도로 건설 조사 용역을 발주하였고, 이에 따라 1967년 5월 신촌에서 마장동까지의 공사 구간을 확정하는 계획서가 서울시에 제출되는 등 고가도로 공사와 관련한 내부적인 논의가 이루어졌다.

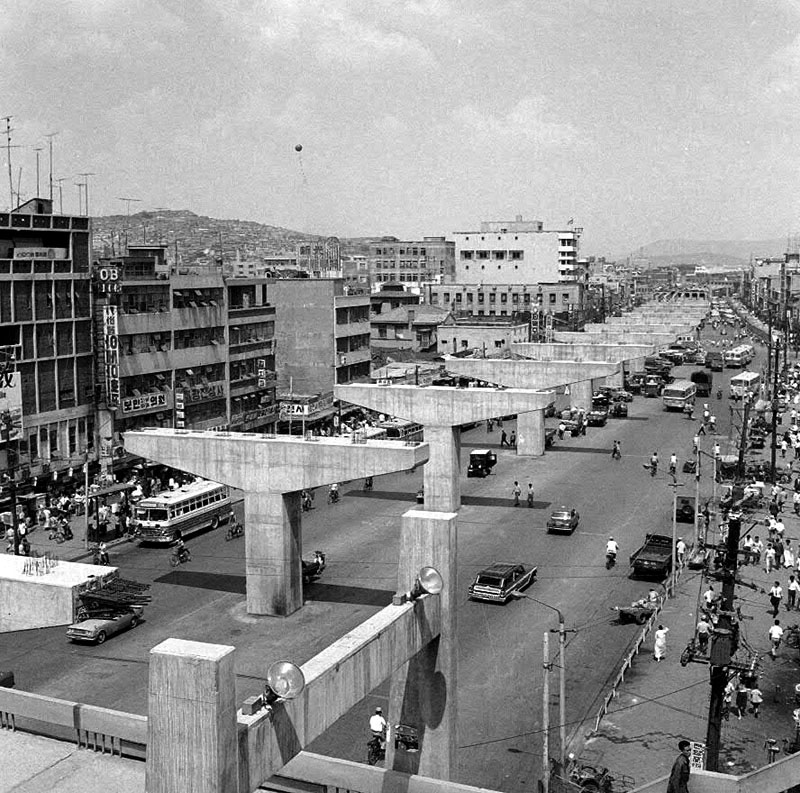
용두동 ~ 삼일로 구간 교각 공사가 진행된 모습

#### 고가도로 건설 시작
1967년 6월 14일, 서울시는 언론을 통해 3년에 걸쳐 공사비 63억 원을 투입하여 청계천 위에 자동차전용 고속고가도로를 짓는다는 내용을 발표하였다. 당시 계획에서는 청계고가도로가 두 구간으로 이루어져 있었다. 첫 번째 구간은 연희IC를 기점으로 하여 서대문과 광교, 동대문을 지나 마장동으로 이어지는 노선으로, 간선 연장 10.5km, 도로 폭 24m의 6차선 도로였고, 두 번째 구간은 독립문을 기점으로 하여 사직터널, 중앙청, 동대문, 퇴계로, 서울역, 서대문, 독립문으로 다시 돌아오는 순환 노선으로, 총 연장 10km의 도로였다. 이 중 첫번째 안인 관통형 고가도로만 실제 공사에 착수하였으며, 두 번째 안이었던 환형 고가도로는 우선순위에 밀려 계획이 무산되었다.

#### 재정난으로 인한 계획 변경과 1차 개통
당초 계획에 따라 1967년 7월 시비(市費) 2억 원을 들여 기초 작업에 착수할 예정이었으나 재정적 문제로 인해 착공되지 못하였고, 한 달 뒤인 1967년 8월 15일 추경 예산이 확보되기 전임에도 불구하고 광화문 중부소방서 옆에서 고가도로 기공식을 일단 진행하였다. 다음 날인 8월 16일 서울시는 고가도로 건설비 2억 원을 포함한 2차 추경 예산안을 확정하여 총리실에 신청하였고, 이후 10월에 열린 임시국회에서 국정감사와 예산 심의를 거쳐 원안 그대로 통과되어 자금 조달이 가능해짐에 따라 10월 14일부터 교각 공사를 시작하게 되었다.
1968년 서울시는 고가도로 건설을 위한 예산이 부족해지자 전년도와 마찬가지로 예산안에 고속도로 예산 10억 원을 신청하였으나 전액 삭감되며 공사 중단 위기를 겪었지만 시 당국에서 시유지 매각, 개발 이익, 세수 확보 등 여러 대책을 강구하여 예산을 마련하여 공사를 강행하였다. 그럼에도 불구하고 미처 확보하지 못한 예산은 국외 차관을 통해 자금을 마련하려는 계획을 세웠다.
재원 조달을 위한 서울시의 노력에도 불구하고 청계고가도로 건설 계획은 착공 도중 몇 차례 수정되었다. 숭례문에서 광화문까지 이르는 도로가 영구보존도로로 지정되면서 세종로를 관통하여 연희IC까지 연결하려는 계획에 차질을 빚게 되었고, 결국 1968년 8월 14일 청계로-세종로-서대문-연희동에 이르는 원안을 폐기하게 되었다. 대신 삼일로에서 두 갈래로 하뉘어 하나는 퇴계로와 서울역을 거쳐 아현 입체교차로로 연결하고, 다른 하나는 마포대교와 연결하는 것으로 계획을 수정하였다. 그러나 이마저도 예산 확보의 어려움과 자재 수급 불안으로 인해 실현될 수 없게 됨에 따라 용두동-삼일로 구간을 우선 개통시키고 나머지 구간은 향후 건설하기로 결정하였고, 1969년 3월 22일 용두동-삼일로 구간이 먼저 개통되었다.

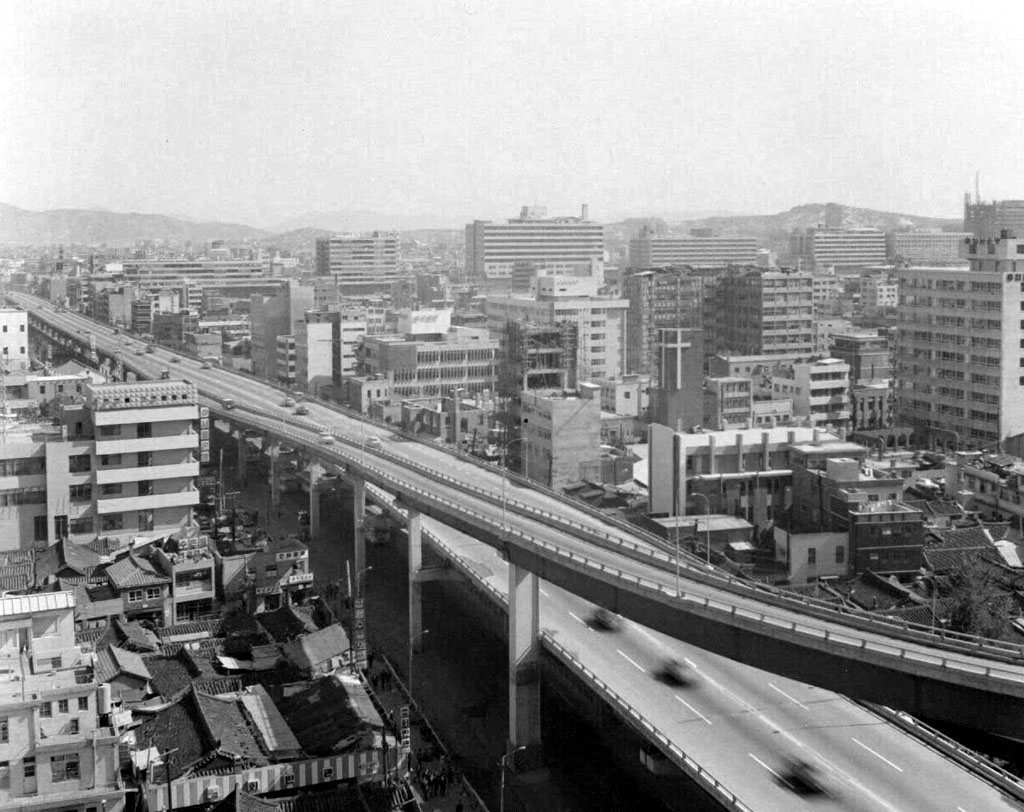
1969년 9월 촬영한 청계고가도로의 모습

#### 도시계획 변화에 따른 계획 수정
이후 대내외적인 상황 변화로 인해 청계고가도로의 건설 계획은 다시 변경되었다. 1967년 11월 박정희 당시 대통령은 서울-인천을 축으로 하여 개발하는 기존의 서울 도시계획과 배치되는 서울 - 부산 간 고속도로를 건설할 것을 밝혔다. 이후 경부고속도로의 기점을 제3한강교로 결정하게 되면서 강남개발의 중요성이 높아졌고, 서울의 기본 구조 또한 서울 도심지역과 한강 이남을 연결하는 계획으로 변화하였다.
또한 대외적으로는 1.21 사태와 울진·삼척 무장 공비 침투 사건이 잇달아 발생함에 따라 군사적 긴장이 높아지면서 김현옥 서울시장은 유사시 군사적 목적으로도 겸용할 수 있는 시설을 짓는 「서울시 요새화 계획」을 발표하였다. 이 계획에는 남산1호터널과 남산2호터널의 착공도 포함되었는데, 이를 적극적으로 활용하기 위해 청계고가도로의 삼일로 구간과 남산1호터널을 연결하려는 계획을 1969년 11월 20일 발표하였다. 이러한 이유로 기존 계획 구간 중 삼일로 - 아현입체교차로 구간은 백지화되었다.

### 연표
- 1966년 12월 30일 : 서울시의 고가고속도로 건설 계획 표명
- 1967년 6월 14일 : 청계고가도로 건설 계획 공식 발표
- 1967년 8월 15일 : 용두동 ~ 삼일로 구간 착공
- 1969년 1월 7일 : 「서울시 요새화 계획」 발표
- 1969년 3월 22일 : 용두동 ~ 삼일로 구간 개통
- 1969년 11월 20일 : 삼일로 ~ 남산1호터널 연결 계획 발표
- 1986년 7월 12일 : 충무로2가 ~ 용두동 6.9km 구간을 자동차 전용도로로 지정[59]
- 2003년 7월 1일 : 충무로2가 ~ 용두동 6.9km 구간을 자동차 전용도로에서 해제[60]

## 노선
청계고가도로 폐쇄 직전인 2003년 6월 30일을 기준으로 함.
- 시설물
  - IC : 나들목(Interchange)
  - JC : 분기점(Junction)
- (■): 자동차 전용도로 구간

| 종류                                  | 이름                                  | 접속 노선                               | 소재지                                | 소재지                                | 비고                                                 |
| 서울특별시도 제27호선 삼일대로와 직결 | 서울특별시도 제27호선 삼일대로와 직결 | 서울특별시도 제27호선 삼일대로와 직결   | 서울특별시도 제27호선 삼일대로와 직결 | 서울특별시도 제27호선 삼일대로와 직결 | 서울특별시도 제27호선 삼일대로와 직결                |
| ------------------------------------- | ------------------------------------- | --------------------------------------- | ------------------------------------- | ------------------------------------- | ---------------------------------------------------- |
| IC                                    | 퇴계로2가 램프                        | 서울특별시도 제27호선 (삼일대로) 소파로 | 서울특별시                            | 중구                                  |                                                      |
| IC                                    | 영락교회 앞 램프                      | 서울특별시도 제27호선 (삼일대로)        | 서울특별시                            | 중구                                  | 남산1호터널 방향 진출만 가능 마장동 방향 진입만 가능 |
| IC                                    | 광교(청계2가) 램프                    | 서울특별시도 제50호선 (청계천로)        | 서울특별시                            | 중구                                  | 남산1호터널 방향 진입만 가능 마장동 방향 진입만 가능 |
| IC                                    | 청계3가 램프                          | 서울특별시도 제50호선 (청계천로)        | 서울특별시                            | 중구                                  | 광교 방향 진출만 가능 마장동 방향 진입만 가능        |
| IC                                    | 청계6가 램프                          | 서울특별시도 제50호선 (청계천로)        | 서울특별시                            | 중구                                  | 광교 방향 진입만 가능 마장동 방향 진출만 가능        |
| IC                                    | 청계7가(평화시장 앞) 램프             | 서울특별시도 제50호선 (청계천로)        | 서울특별시                            | 중구                                  | 광교 방향 진출만 가능 마장동 방향 진입만 가능        |
| IC                                    | 청계8가(삼일아파트) 램프              | 서울특별시도 제50호선 (청계천로)        | 서울특별시                            | 중구                                  | 광교 방향 진입만 가능 마장동 방향 진출만 가능        |
| JC                                    | 청계램프                              | 서울특별시도 제30호선 (내부순환로)      | 서울특별시                            | 성동구                                | 성산 방향 진출입 불가능                              |
| 서울특별시도 제50호선 청계천로와 직결 |                                       |                                         |                                       |                                       |                                                      |

## 운행 제한
청계고가도로는 구조 보전 및 차량운행 위험방지를 위해 1997년 5월 15일부터 승용차 이외의 차량이 통행할 수 없게 제한했다. 이후 2001년 1월 1일 자동차관리법이 개정되어 기존 승용차의 기준에 10인승 이하 승합차도 포함되면서 2001년 4월 1일부터 기존에 등록된 10인승 이하 승합차도 통행할 수 있게 변경하였다.

## 같이 보기
- 이명박
- 청계천
- 청계천로